# محمد ترائوره (بازیکن فوتبال، زاده ۱۹۹۱)
محمد ترائوره (انگلیسی: Mohamed Traoré؛ زادهٔ ۱۳ اکتبر ۱۹۹۱) بازیکن فوتبال اهل گینه است.
از باشگاه‌هایی که در آن بازی کرده است می‌توان به باشگاه فوتبال کروتونه، باشگاه فوتبال فوجا، باشگاه فوتبال پارما، و باشگاه فوتبال چزنا اشاره کرد.
وی همچنین در تیم ملی فوتبال گینه بازی کرده است.